# Liste der Regierungsräte des Kantons Zürich
Diese Liste zeigt alle Mitglieder des Regierungsrates des Kantons Zürich, der Kantonsregierung.

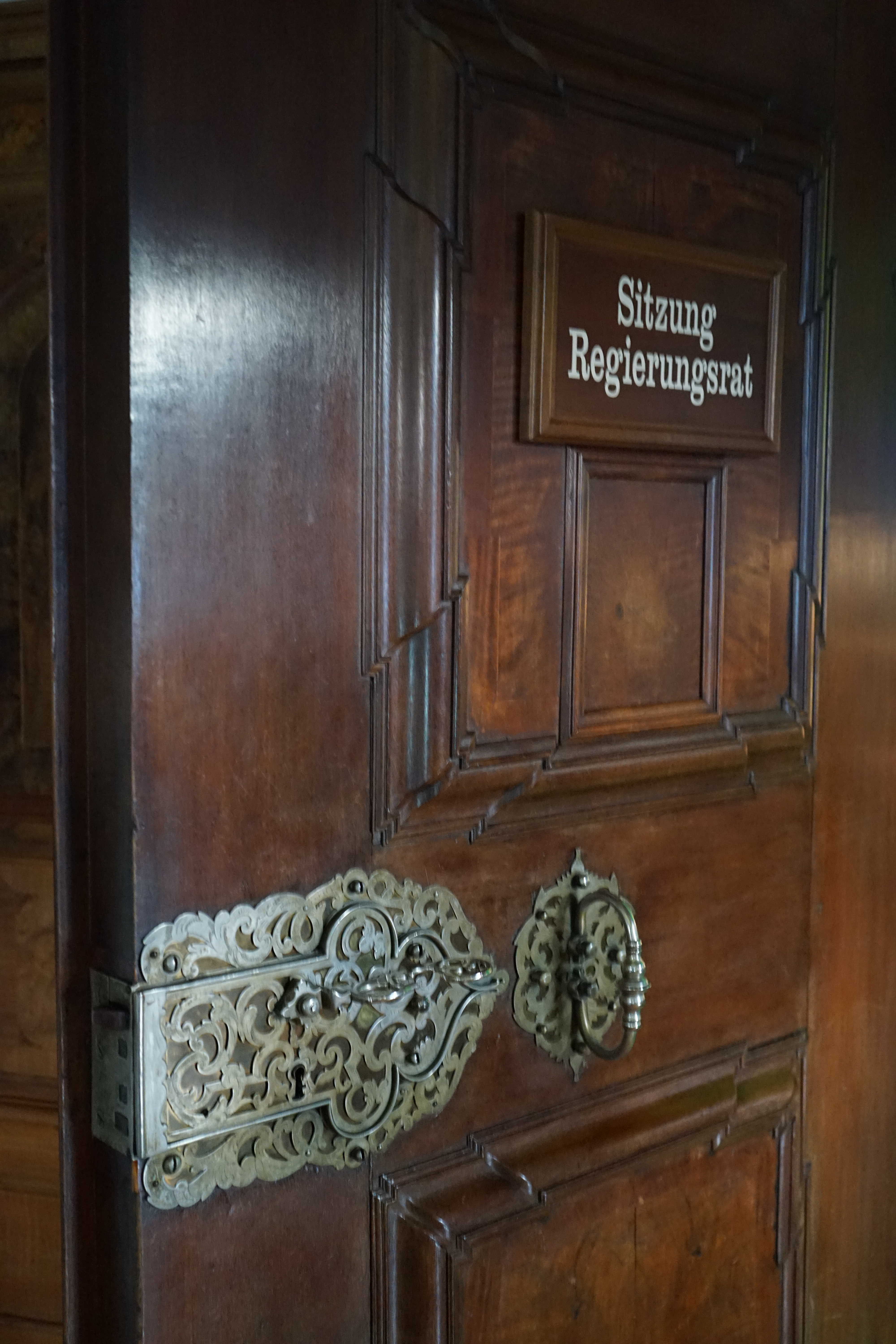
Türe des Regierungsratszimmers im Rathaus Zürich

## Regierungsräte
| Name                             | Partei / Fraktion    | Amtszeit             | Geboren | Gestorben |
| -------------------------------- | -------------------- | -------------------- | ------- | --------- |
| Regine Aeppli                    | SP                   | 2003–2015            | 1952    |           |
| Hartmann Angst                   | Aristokraten         | 1816–1829            | 1759    | 1829      |
| Arthur Bachmann                  | SP                   | 1967–1983            | 1922    | 1983      |
| Rudolf Benz                      | Liberale             | 1848–1869            | 1810    | 1872      |
| Eduard Billeter                  | Liberale             | 1848–1852            | 1808    | 1865      |
| Johann Jakob Bindschedler        | k. A.                | 1839–1841            | 1792    | 1860      |
| Conrad Bleuler-Hüni              | LP                   | 1893–1911            | 1847    | 1921      |
| Johann Caspar Bluntschli         | Konservativ-Liberale | 1839–1845            | 1808    | 1881      |
| Salomon Bodmer                   | Aristokraten         | 1803–1804            | 1749    | 1827      |
| Ferdinand Brändli                | DP                   | 1869–1875            | 1828    | 1878      |
| Heinrich Braendlin               | k. A.                | 1832–1844            | 1777    | 1848      |
| Robert Briner                    | DP                   | 1935–1951            | 1885    | 1960      |
| Ernst Brugger                    | FDP                  | 1959–1969            | 1914    | 1998      |
| David Bürgi                      | Liberal-Radikale     | 1832–1839            | 1801    | 1874      |
| Urs Bürgi                        | CSP                  | 1963–1975            | 1909    | 1989      |
| Ernst Buschor                    | CVP                  | 1993–2003            | 1943    | 2023      |
| Paul Corrodi                     | BP                   | 1939–1947            | 1892    | 1964      |
| Verena Diener                    | GP / GLP             | 1995–2007            | 1949    | 2024      |
| Jakob Dubs                       | Liberale             | 1854–1861            | 1822    | 1879      |
| Hans Caspar Egg                  | Aristokraten         | 1803–1814            | 1764    | 1846      |
| Franz Egger                      | SP                   | 1950–1967            | 1899    | 1971      |
| Heinrich Ernst                   | Grütlianer           | 1897–1920            | 1847    | 1934      |
| Alfred Escher                    | Liberale             | 1848–1855            | 1819    | 1882      |
| Felix Escher vom Glas            | Aristokraten         | 1803–1805            | 1746    | 1805      |
| Hans Conrad von Escher           | Aristokraten         | 1803–1814            | 1743    | 1814      |
| Hans Conrad Escher von der Linth | Liberale             | 1814–1823            | 1767    | 1823      |
| Heinrich Escher                  | Konservativ-Liberale | 1833–1839            | 1789    | 1870      |
| Heinrich Escher-Schulthess       | Konservative         | 1831–1832, 1839–1840 | 1777    | 1840      |
| Johann Conrad von Escher         | Aristokraten         | 1803–1830            | 1761    | 1833      |
| Johannes Eschmann                | LP                   | 1879–1896            | 1834    | 1896      |
| Melchior Esslinger               | Liberale             | 1839, 1845–1848      | 1803    | 1855      |
| Jacqueline Fehr                  | SP                   | 2015–                | 1963    |           |
| Mario Fehr                       | SP / parteilos       | 2011–                | 1958    |           |
| Heinrich Fenner                  | Liberale             | 1857–1867            | 1814    | 1891      |
| Dorothée Fierz                   | FDP                  | 1999–2006            | 1947    |           |
| Johann Jakob Fierz               | Liberale             | 1832–1839, 1845–1848 | 1787    | 1861      |
| Hans Conrad Finsler              | Aristokraten         | 1803–1829            | 1765    | 1839      |
| Johannes Frick                   | DP                   | 1878–1879            | 1828    | 1885      |
| Hans Caspar Fries                | Aristokraten         | 1803–1805            | 1739    | 1805      |
| Rita Fuhrer                      | SVP                  | 1995–2010            | 1953    |           |
| Heinrich Furrer                  | k. A.                | 1839–1843            | 1784    | 1855      |
| Jonas Furrer                     | Liberale             | 1845–1848            | 1805    | 1861      |
| Hans Jacob Füssli                | Aristokraten         | 1815–1831            | 1766    | 1844      |
| Johann Heinrich Füssli           | k. A.                | 1803                 | 1745    | 1832      |
| Alfred Gilgen                    | LdU                  | 1971–1995            | 1930    | 2018      |
| Konrad Gisler                    | SVP                  | 1977–1987            | 1924    | 2018      |
| Martin Graf                      | GP                   | 2011–2015            | 1954    |           |
| Johann Heinrich von Grebel       | Aristokraten         | 1804–1831            | 1749    | 1833      |
| Johann Emanuel Grob              | DP                   | 1882–1901            | 1834    | 1909      |
| Alois Günthard                   | BGB / SVP            | 1963–1976            | 1913    | 1976      |
| Ursula Gut-Winterberger          | FDP                  | 2006–2015            | 1953    |           |
| Robert Haab                      | LP                   | 1908–1912            | 1865    | 1939      |
| Karl Hafner                      | FDP                  | 1929–1943            | 1878    | 1947      |
| Adam Hafter                      | LP                   | 1877–1882            | 1834    | 1914      |
| Franz Hagenbuch                  | Liberale             | 1856–1869            | 1819    | 1888      |
| Ulrich Hauser                    | Liberal-Radikale     | 1831–1839            | 1793    | 1870      |
| Walter Hauser                    | DP                   | 1881–1888            | 1837    | 1902      |
| Johannes Hegetschweiler          | Liberale             | 1831–1839            | 1789    | 1839      |
| Ulrich Hegner                    | Liberale             | 1814–1815            | 1759    | 1840      |
| Thomas Heiniger                  | FDP                  | 2007–2019            | 1957    |           |
| Josef Henggeler                  | SP                   | 1938–1950            | 1889    | 1950      |
| Wilhelm Hertenstein              | LP                   | 1872–1879            | 1825    | 1888      |
| Johann Jakob Hess                | Liberale             | 1832–1840            | 1791    | 1857      |
| Jakob Heusser                    | BGB                  | 1949–1963            | 1895    | 1989      |
| Conrad Melchior Hirzel           | Liberale             | 1831–1839            | 1793    | 1843      |
| Heinrich Hirzel                  | k. A.                | 1816–1831            | 1766    | 1840      |
| Johann Jacob Hirzel              | Aristokraten         | 1803–1829            | 1770    | 1829      |
| Hans Caspar Hirzel-Escher        | Konservative         | 1831–1832, 1835–1840 | 1792    | 1851      |
| Hans Hofmann                     | SVP                  | 1987–1999            | 1939    |           |
| Hans Hollenstein                 | CVP                  | 2005–2011            | 1949    |           |
| Ernst Homberger                  | FDP                  | 1991–1999            | 1937    |           |
| Heinrich Homberger               | Liberale             | 1806–1819            | 1754    | 1819      |
| Eric Honegger                    | FDP                  | 1987–1999            | 1946    |           |
| Heinrich Honegger                | Liberale             | 1867–1868            | 1832    | 1889      |
| Johann Kaspar Horner             | Aristokraten         | 1829–1831            | 1774    | 1834      |
| Johann Jakob Hottinger           | Konservativ-Liberale | 1831–1832            | 1783    | 1860      |
| Heinrich Hotz                    | k. A.                | 1819–1831            | 1773    | 1852      |
| Heinrich Hotz                    | k. A.                | 1832–1839            | 1796    | 1852      |
| Christian Huber                  | SVP                  | 1999–2005            | 1944    |           |
| Hans Jakob Huber                 | k. A.                | 1832–1839            | 1779    | 1847      |
| Karl Adolf Huber                 | Liberale             | 1861–1869            | 1811    | 1889      |
| Heinrich Hüni-Nägeli             | Liberal-Radikale     | 1831–1850            | 1790    | 1854      |
| Heinrich Hüni-Stettler           | Liberale             | 1855–1856            | 1813    | 1876      |
| Johann Jakob Hürlimann           | k. A.                | 1839                 | 1796    | 1853      |
| Ruedi Jeker                      | FDP                  | 1999–2007            | 1944    |           |
| Jakob Kägi                       | SP                   | 1939–1950            | 1886    | 1950      |
| Markus Kägi                      | SVP                  | 2007–2019            | 1954    |           |
| Christoph Kaufmann               | Aristokraten         | 1823–1831            | 1783    | 1835      |
| Hans Ulrich Kaufmann             | Aristokraten         | 1803–1804            | 1744    | 1810      |
| Gustav Keller                    | LP / FDP             | 1911–1922            | 1867    | 1932      |
| Hartmann Keller                  | k. A.                | 1816–1839            | 1772    | 1840      |
| Hans Jacob Kern                  | k. A.                | 1829–1831            | 1774    | 1840      |
| Heinrich Kern                    | LP                   | 1896–1908            | 1853    | 1923      |
| Johannes Kienast                 | Konservative         | 1839–1840, 1842–1845 | 1802    | 1879      |
| Walter König                     | LdU                  | 1951–1971            | 1908    | 1985      |
| Hartmann Krauer                  | k. A.                | 1838–1839            | 1803    | 1839      |
| Hans Jakob Kündig                | Konservative         | 1839–1845            | 1790    | 1859      |
| Hans Künzi                       | FDP                  | 1970–1991            | 1924    | 2004      |
| Johann Heinrich Landolt          | k. A.                | 1814–1831            | 1763    | 1850      |
| Johann Rudolf Landolt            | k. A.                | 1814–1839            | 1771    | 1850      |
| Johann Ulrich Landolt            | DP                   | 1878–1881            | 1821    | 1881      |
| Hedi Lang                        | SP                   | 1983–1995            | 1931    | 2004      |
| Diethelm Lavater                 | Aristokraten         | 1803–1826            | 1743    | 1826      |
| Moritz Leuenberger               | SP                   | 1991–1995            | 1946    |           |
| Albert Locher                    | DP                   | 1893–1914            | 1849    | 1914      |
| Jakob Lutz                       | DP                   | 1901–1919            | 1845    | 1921      |
| Rudolf Maurer                    | BP                   | 1920–1939            | 1872    | 1963      |
| Rudolf Meier                     | BP / BGB             | 1947–1971            | 1907    | 1986      |
| Paul Meierhans                   | SP                   | 1950–1963            | 1895    | 1976      |
| Hans Conrad von Meiss            | Aristokraten         | 1804–1831            | 1764    | 1845      |
| Jakob Heinrich Meister           | Aristokraten         | 1803                 | 1744    | 1826      |
| Ferdinand Meyer                  | Konservativ-Liberale | 1831–1832, 1839–1840 | 1799    | 1840      |
| Ludwig Meyer von Knonau          | Liberale             | 1805–1839            | 1769    | 1841      |
| Albert Mossdorf                  | FDP                  | 1967–1979            | 1911    | 2001      |
| Heinrich Mousson                 | LP / FDP             | 1912–1929            | 1866    | 1944      |
| Johann Mousson                   | Konservative         | 1839–1845            | 1803    | 1869      |
| Johann Heinrich Müller           | DP                   | 1869–1877            | 1829    | 1891      |
| Johann Jakob Müller              | Liberale             | 1851–1855            | 1812    | 1872      |
| Hans Conrad von Muralt           | Konservativ-Liberale | 1823–1832, 1839–1844 | 1779    | 1869      |
| Heinrich Nägeli                  | LP / FDP             | 1885–1920            | 1850    | 1932      |
| Johann Heinrich Nägeli           | Konservative         | 1839–1840            | 1801    | 1873      |
| Kaspar Nägeli                    | k. A.                | 1845–1849            | 1785    | 1849      |
| Martin Neukom                    | GP                   | 2019–                | 1986    |           |
| Heinrich Nievergelt              | Aristokraten         | 1803–1814            | 1742    | 1815      |
| Ernst Nobs                       | SP                   | 1935–1942            | 1886    | 1957      |
| Markus Notter                    | SP                   | 1996–2011            | 1960    |           |
| Heinrich von Orelli              | k. A.                | 1829–1831            | 1783    | 1860      |
| Caspar Ott                       | Aristokraten         | 1804–1818            | 1758    | 1818      |
| Friedrich Salomon Ott            | Konservative         | 1856–1861            | 1813    | 1871      |
| Hans Caspar Ott                  | Aristokraten         | 1803–1815            | 1764    | 1820      |
| Hans Caspar Ott                  | Aristokraten         | 1818–1828            | 1780    | 1856      |
| Hans Conrad Ott                  | k. A.                | 1815–1816            | 1767    | 1818      |
| Friedrich Ottiker                | DP                   | 1917–1929            | 1865    | 1929      |
| Hans Jacob Pestalozzi            | Aristokraten         | 1803–1831            | 1749    | 1831      |
| Hans Conrad Pestalozzi-Hirzel    | Konservative         | 1844–1846            | 1793    | 1860      |
| Johann Caspar Pfenninger         | Liberale             | 1803–1838            | 1760    | 1838      |
| Johann Jakob Pfenninger          | DP                   | 1869–1878            | 1841    | 1891      |
| Otto Pfister                     | SP                   | 1929–1939            | 1875    | 1939      |
| Salomon Rahn                     | Aristokraten         | 1803–1832            | 1766    | 1836      |
| Rudolf Rebmann                   | Liberale             | 1803–1834            | 1759    | 1837      |
| Emil Reich                       | DP                   | 1954–1959            | 1900    | 1959      |
| Hans von Reinhard                | Aristokraten         | 1803–1831            | 1755    | 1835      |
| Natalie Rickli                   | SVP                  | 2019–                | 1976    |           |
| Heinrich Rüegg                   | Liberale             | 1832–1835            | 1801    | 1871      |
| Johann Heinrich Rusterholz       | Liberale             | 1803–1804            | 1760    | 1806      |
| Georg Rutishauser                | DP                   | 1943–1945            | 1901    | 1981      |
| Johann Jakob Rüttimann           | Liberale             | 1844–1856            | 1813    | 1876      |
| Heinrich Schäppi                 | Liberal-Radikale     | 1834–1839            | 1799    | 1884      |
| Hans Jacob Schärer               | Aristokraten         | 1803–1816            | 1732    | 1816      |
| Johann Jakob Scherer             | DP                   | 1866–1872            | 1825    | 1878      |
| Hans Caspar Schinz               | Aristokraten         | 1803–1831            | 1755    | 1839      |
| Heinrich Schinz                  | k. A.                | 1832–1838            | 1785    | 1855      |
| Heinrich Schnyder                | LdU                  | 1942–1943            | 1897    | 1974      |
| Johann Caspar Sieber             | DP                   | 1869–1878            | 1821    | 1878      |
| Johannes Sigg                    | SP                   | 1929–1935            | 1874    | 1939      |
| Albert Sigrist                   | FDP                  | 1979–1987            | 1923    | 2005      |
| Heinrich Spiller                 | DP                   | 1882–1885            | 1831    | 1911      |
| Johann Jakob Spiller             | LP                   | 1879–1893            | 1823    | 1894      |
| Sigmund Spöndli                  | Aristokraten         | 1827–1832, 1839–1845 | 1780    | 1845      |
| Carl Emanuel Steiner             | Aristokraten         | 1814–1819            | 1771    | 1846      |
| Johann Heinrich Steiner          | Aristokraten         | 1803–1804            | 1747    | 1827      |
| Silvia Steiner                   | Die Mitte            | 2015–                | 1958    |           |
| Ernst Stocker                    | SVP                  | 2010–                | 1955    |           |
| Johannes Stössel                 | DP                   | 1875–1917            | 1837    | 1919      |
| Adolf Streuli                    | FDP                  | 1922–1935            | 1868    | 1953      |
| Hans Streuli                     | FDP                  | 1935–1954            | 1892    | 1970      |
| Johann Jakob Streuli             | k. A.                | 1848–1850            | 1801    | 1850      |
| Rudolf Streuli                   | BP                   | 1926–1937            | 1871    | 1943      |
| Jakob Stucki                     | BGB / SVP            | 1971–1991            | 1924    | 2006      |
| Heinrich Studer                  | Liberale             | 1866–1869            | 1815    | 1890      |
| Eduard Sulzer                    | Liberale             | 1831–1850            | 1789    | 1857      |
| Johann Heinrich Sulzer           | k. A.                | 1819–1823            | 1765    | 1823      |
| Johann Jakob Sulzer              | Liberale             | 1851–1857            | 1821    | 1897      |
| Johann Rudolf Sulzer             | Liberale             | 1845–1848            | 1789    | 1850      |
| Melchior Friedrich Sulzer        | Liberal-Radikale     | 1831–1850            | 1791    | 1853      |
| Friedrich von Sulzer-Wart        | Konservative         | 1839–1844            | 1806    | 1857      |
| Eduard Suter                     | Liberale             | 1861–1869            | 1820    | 1891      |
| Ernst Tobler                     | BP                   | 1919–1926            | 1889    | 1966      |
| Johann Jakob Treichler           | Liberale             | 1856–1869            | 1822    | 1906      |
| Johann Martin Usteri             | k. A.                | 1815–1827            | 1763    | 1827      |
| Paul Usteri                      | Liberale             | 1803–1831            | 1768    | 1831      |
| Ernst Vaterlaus                  | FDP                  | 1945–1959            | 1891    | 1976      |
| David Vogel                      | Liberale             | 1803–1831            | 1760    | 1849      |
| Johann Jacob Walder              | Aristokraten         | 1803–1806            | 1750    | 1817      |
| Karl Felix Walder                | DP                   | 1869–1893            | 1821    | 1898      |
| Carmen Walker Späh               | FDP                  | 2015–                | 1958    |           |
| Emil Walter                      | Grütlianer           | 1920–1929            | 1872    | 1939      |
| Heinrich Weiss                   | Liberal-Radikale     | 1831–1833, 1838–1839 | 1789    | 1848      |
| Johann Caspar Weiss              | k. A.                | 1827–1831            | 1773    | 1836      |
| Oscar Wettstein                  | DP                   | 1914–1935            | 1866    | 1952      |
| Peter Wiederkehr                 | CVP                  | 1975–1993            | 1938    |           |
| Johann Jakob Wieland             | Liberale             | 1845–1848            | 1783    | 1848      |
| Felix Wild                       | Konservative         | 1839–1845, 1849–1869 | 1809    | 1889      |
| Heinrich Wipf                    | DP                   | 1889–1896            | 1841    | 1897      |
| Hans Jacob Wolf                  | k. A.                | 1804–1814            | 1754    | 1818      |
| David von Wyss                   | Aristokraten         | 1803–1832            | 1763    | 1839      |
| Salomon von Wyss                 | Aristokraten         | 1803                 | 1769    | 1827      |
| Ulrich Zehnder                   | Liberal-Radikale     | 1834–1839, 1843–1866 | 1798    | 1877      |
| Gottlieb Ziegler                 | DP                   | 1869–1877            | 1828    | 1898      |
| Jacob Christoph Ziegler          | Aristokraten         | 1805–1815            | 1768    | 1859      |
| Paul Carl Eduard Ziegler         | Konservative         | 1840–1866            | 1800    | 1882      |
| Johann Kaspar Zollinger          | LP                   | 1877–1882            | 1820    | 1882      |
| Robert Zumbühl                   | FDP                  | 1959–1967            | 1901    | 1974      |

## Parteiabkürzungen
- BGB: Bauern-, Gewerbe- und Bürgerpartei
- BP: Bauernpartei
- CSP: Christlichsoziale Partei
- CVP: Christlichdemokratische Volkspartei
- DP: Demokratische Partei
- FDP: Freisinnig-Demokratische Partei
- GLP: Grünliberale Partei
- GP: Grüne Partei
- LdU: Landesring der Unabhängigen
- LP: Liberale Partei
- SP: Sozialdemokratische Partei
- SVP: Schweizerische Volkspartei